# Cmaj9
Albums de Cute
8 Queen of J-Pop
(4 septembre 2013)
Singles
1. Tokai no Hitorigurashi / Aitte Motto Zanshin
Sortie : 6 novembre 2013
2. Kokoro no Sakebi o Uta ni Shitemita / Love Take It All
Sortie : 5 mars 2014
3. The Power / Kanashiki Heaven
Sortie : 16 juillet 2014
4. I Miss You / The Future
Sortie : 19 novembre 2014
5. The Middle Management / Gamusha Life / Tsugi no Kado wo Magare
Sortie : 1er avril 2015

Cmaj9, en fait graphié « ℃maj9 » et prononcé à l'anglaise « C Major Ninth » en référence à un accord musical, est le neuvième et dernier album original du groupe Cute (℃-ute).

## Présentation
L'album sort le 23 décembre 2015 au Japon sur le label zetima. Le groupe n'avait plus sorti d'album depuis près de deux ans et demi, après la sortie du précédent album original 8 Queen of J-Pop en 2013 (hormis une compilation en distribution limitée). Il atteint la 8e place du classement des ventes de l'Oricon. Il sort aussi en deux éditions limitées notées "A" et "B" avec des pochettes différentes et un disque vidéo différent en supplément (un DVD d'un concert de 2015 pour la "A", ou un blu-ray contenant trois clips vidéo inédits pour la "B").
Pour compenser la longue période d'attente entre les deux derniers albums, le disque CD contient exceptionnellement dix-sept chansons (plus deux courts instrumentaux en introduction et conclusion, et un remix sur la version régulière de l'album), dont les onze chansons-titres des cinq singles "double face A" ou "triple face A" sortis après le précédent album : Tokai no Hitorigurashi / Aitte Motto Zanshin, Kokoro no Sakebi o Uta ni Shitemita / Love Take It All, The Power / Kanashiki Heaven (...), I Miss You / The Future, et The Middle Management (...) / Gamusha Life / Tsugi no Kado wo Magare. Cette fois, seuls les huit titres des quatre singles "double face A" ont été écrits, composés et produits par Tsunku, auteur de quasiment tous les titres des précédents albums du groupe. Les deux chansons du dernier single Arigatō ~Mugen no Yell~ / Arashi wo Okosunda Exciting Fight!, sorti deux mois avant Cmaj9, n'y figurent pas, mais une version remixée de la première d'entre elles figure en bonus sur la version régulière de l'album, et deux versions alternatives de leurs clips vidéo figurent sur le blu-ray.
L'une des six nouvelles chansons de l'album, Iron Heart, est utilisée pour promouvoir l'album, avec un clip vidéo qui figure aussi sur le blu-ray. Le guitariste américain Marty Friedman a joué sur une des autres, Jônetsu Ecstasy.

## Formation
Membres créditées sur l'album :
- Maimi Yajima
- Saki Nakajima
- Airi Suzuki
- Chisato Okai
- Mai Hagiwara

## Liste des titres
Les titres #8 à 15 ont été écrits, composés et produits par Tsunku. Voir la section crédits pour les autres titres.
| 1.  | °Cmaj9 (instrumental)                                                  | Introduction            | 00:35 |
| 2.  | Iron Heart (アイアンハート)                                            | Nouvelle chanson        | 04:23 |
| 3.  | Otoko to Onna to Forever (男と女とForever)                             | Nouvelle chanson        | 03:37 |
| 4.  | Jônetsu Ecstasy (情熱エクスタシー)                                     | Nouvelle chanson        | 05:01 |
| 5.  | Digitalic→0 (LOVE) (デジタリック→0 (LOVE))                             | Nouvelle chanson        | 03:23 |
| 6.  | Urayanjau (羨んじゃう)                                                 | Nouvelle chanson        | 04:04 |
| 7.  | Yokaze no Message (夜風のMessage)                                      | Nouvelle chanson        | 04:43 |
| 8.  | Tokai no Hitorigurashi (都会の一人暮らし)                              | Co-face A du 23e single | 04:26 |
| 9.  | Aitte Motto Zanshin (愛ってもっと斬新)                                 | Co-face A du 23e single | 03:53 |
| 10. | Kokoro no Sakebi o Uta ni Shitemita (心の叫びを歌にしてみた)           | Co-face A du 24e single | 03:49 |
| 11. | Love Take It All (Love take it all)                                    | Co-face A du 24e single | 04:04 |
| 12. | The Power                                                              | Co-face A du 25e single | 04:01 |
| 13. | Kanashiki Heaven (Single Version) (悲しきヘブン ...)                   | Co-face A du 25e single | 04:01 |
| 14. | I Miss you (I miss you)                                                | Co-face A du 26e single | 03:24 |
| 15. | The Future (THE FUTURE)                                                | Co-face A du 26e single | 03:24 |
| 16. | The Middle Management ~Josei Chûkan Kanrishoku~ (... ~女性中間管理職~) | Co-face A du 27e single | 03:23 |
| 17. | Tsugi no Kado wo Magare (次の角を曲がれ)                               | Co-face A du 27e single | 04:20 |
| 18. | Gamusha Life (我武者LIFE)                                              | Co-face A du 27e single | 04:52 |
| 19. | °Cmaj9 (reprise) (instrumental)                                        | Conclusion              | 00:32 |

| 20. | Arigatō ~Mugen no Yell~ (tofubeats remix) (ありがとう～無限のエール～ ...) | Remix de la co-face A du 28e single | 04:24 |

| 1.  | Opening                                                                       |  |
| 2.  | Kacchoii Uta (かっちょ良い歌)                                                 |  |
| 3.  | Love take it all                                                              |  |
| 4.  | MC                                                                            |  |
| 5.  | The Middle Management ~Josei Chûkan Kanrishoku~ (... ~女性中間管理職~)        |  |
| 6.  | The Future                                                                    |  |
| 7.  | The Power                                                                     |  |
| 8.  | MC                                                                            |  |
| 9.  | Campus Life ~Umarete Kite Yokatta~ (キャンパスライフ～生まれて来てよかった～) |  |
| 10. | Sakura Chirari (桜チラリ)                                                     |  |
| 11. | Wakaretakunai... (別れたくない…)                                              |  |
| 12. | MC                                                                            |  |
| 13. | Tsugi no Kado wo Magare                                                       |  |
| 14. | Please, love me more!                                                         |  |
| 15. | Namida no Iro (涙の色)                                                        |  |
| 16. | Midnight Temptation                                                           |  |
| 17. | Ai tte Motto Zanshin (愛ってもっと斬新)                                       |  |
| 18. | Tokaikko Junjô (都会っ子 純情)                                                |  |
| 19. | Kiss me Aishiteru (Kiss me 愛してる)                                          |  |
| 20. | Dance de Bakoon! (Danceでバコーン!)                                           |  |
| 21. | MC                                                                            |  |
| 22. | Bokura no Kagayaki (僕らの輝き)                                               |  |
| 23. | Chô Wonderful! (超WONDERFUL!)                                                 |  |
| 24. | MC                                                                            |  |
| 25. | Shines (Encore)                                                               |  |

| 1. | Iron Heart (Music Video) (アイアンハート ...)                                         |  |
| 2. | Arigatô ~Mugen no Yell~ (°C-ute Ver.) (ありがとう～無限のエール～ ...)                |  |
| 3. | Arashi wo Okosunda Exciting Fight! (°C-ute Ver.) (嵐を起こすんだ Exciting Fight! ...) |  |

## Crédits du CD
- Paroles : Shock Eye (titres #2, #18), Yoshiko Miura (#3), Yoshinori Nakamura (#4), Takanori Tsunoda (#5), Ameko Kodama (#6), Kaoru Kondo (#7), Tsunku (#8 à 16), Takui Nakajima (#17), Nobe (#20)
- Musique : Takui Nakajima (#1, #17, #19), Shock Eye (#2, #18), Masafumi Kusano (#2), Shô Hoshibe (#3), Yoshinori Nakamura (#4), Jean Luc Ponpon (#5), Yasushi Watanabe (#6), Kaoru Kondo (#7), Tsunku (#8 à 15), Daniel Merlot / Aurelien Poudat / Hyon D / Tsunoda Takanori / Stefan Broadley (#16), Kouga supported by Shock Eye (#18), Koji Ohba (#20)
- Arrangements : Takui Nakajima (#1, #19), Masafumi Kusano (#2), Shunsuke Suzuki (#3, #8), Yoshinori Nakamura (#4), Jean Luc Ponpon (#5), Yasushi Watanabe (#6), Kaoru Kondo / Hasse (#7), Shoichiro Hirata (#9, #15), Yusuke Itagaki (#10, #13), Masanori Takumi (#11), Koh (#12), Yo Keigo (#14), Daniel Merlot / Aurelien Poudat / Hyon D / Takanori Tsunoda / Stefan Broadley (#15), Hideyuki "Daichi" Suzuki (#16), soundbreakers (#17), tofubeats (Remix du #20)